# توفيق المنجد
توفيق أحمد الكركوتلي المعروف بـ توفيق المنجد (1910 - 1998) مُنشد سوري.

## نشأته
ولد توفيق الكركوتلي في حي القيمرية في دمشق عام 1910، ولقب بـالمنجد لأن والده كان يحترف مهنة التنجيد، تلقى دراسته الابتدائية في مدرسة الإسعاف الخيري، واشتغل عدة صناعات إلى أن استقر بمهنة والده التنجيد، لم يتلق الفن من أحد، ولكن أجواء أسرته ومحيطها كانت تدفعه إلى الغناء، واكتفى بما أخذه عن والده الفنان من القطع الغنائية الخفيفة، ومن خلال احتكاكه المبكر بالجامع الأموي القريب من دكان أبيه، والصلاة فيه، واستماعه إلى تجويد القرآن الكريم، والمدائح النبوية التي كانت تقدمها بعض الفرق الخاصة في شهر مولد النبي الكريم، وإعجابه بصوت أبيه الذي كان يصدح بال~ذان من مئذنة الأموي في أوقات الصلاة أحياناً، كان من الأسباب التي جعلته يفكر جدياً باحتراف الإنشاد الديني.

## دخوله عالم الإنشاد
تأثر بألحان سيد درويش وموشحاته التي حفظها بإتقان، فكانت عماد وصلاته الغنائية التي كان يؤديها مع فرقة صغيرة من العازفين والمنشدين الهواة، فتعلم من الأسطوانات سبعة أدوار من ألحانه، وأخذ من كل نغمة وصلة من الموشحات البديعة، ثم دخل المعهد الموسيقي الشرقي وكان منشد الحفل الذي أقيم على مدرج الجامعة السورية وهي مؤلفة من خمسين عازفاً، وغنى فيها مونولوج: (دمعي اشتكى من أوجاعي وخف نداه)، وهو من ألحان الموسيقار كميل شمبير، وطرب له الشيخ تاج الدين الحسني -الذي كان رئيس الدولة السورية آنذاك- فطلب منه إنشاد قصيدة (ياليل الصب متى غده)، فأُعجب بصوته وحسن إنشاده.
كان أول نظم له في الشعر والتلحين موشح نبوي من نغمة الزنجران جاء فيه: (يا راحلينَ يمَّ المصطفى... بلِّغُوا سلامِي إلى الحبيبْ - نارُ قلبِي لنْ تنطفِي...إلَّا أنْ أزورَكَ يا حبيبْ).

## ارتباط أناشيد المنجد بشهر رمضان
كانت مدائحه النبوية وأناشيده الدينية تُذاع في شهر رمضان وقت السحور، وذاع صيته في أوساط دمشق حتى لُقب بـ«بلبل الشام»، وصار يلبي الدعوات مع فرقته الصغيرة لإحياء الموالد والأفراح في دمشق وريفها، وغدا في سنوات قليلة المنشد الرئيس في حلقات الفرق الصوفية، ولا سيما المولوية منها التي كانت قاعات مسجدها تغص بالناس للاستماع إليه في حلقات أذكارها، وجمع توفيق المنجد ثروة لا بأس بها من وراء نشاطه هذا، مكنته مع أخيه عبد الفتاح من أن يحققا حلمهما القديم بافتتاح متجر خاص لهما للأقمشة الحريرية والأجواخ في خان الحرير، من دون أن يمنعه ذلك من مزاولة نشاطه في تلبية الدعوات التي تأتيه كمنشد ديني، وظل المنجد رئيسا لرابطة المنشدين في سوريا حتى وفاته عام 1998.